# Xã Center, Quận St. Clair, Missouri
Xã Center (tiếng Anh: Center Township) là một xã thuộc quận St. Clair, tiểu bang Missouri, Hoa Kỳ. Năm 2010, dân số của xã này là 250 người.